# 후쿠오카현도 제73호선

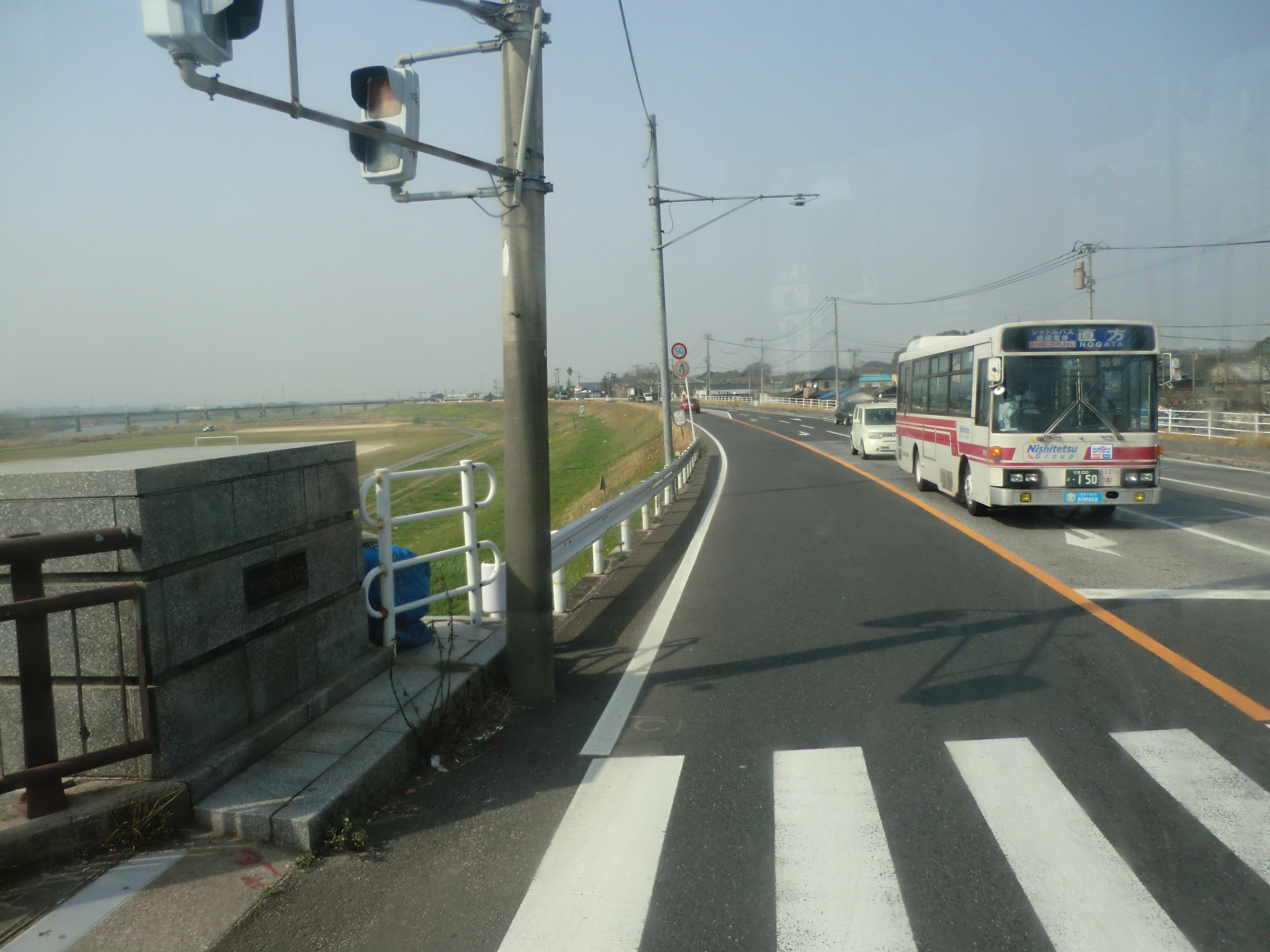
온가강 연선을 질주하고 있는 73번 후쿠오카현도의 모습. 우측으로 지나가는 버스는 니시테쓰 버스 소속 차량이며, 서일본 철도 차량 사업부 관할로 추정된다.

73번 후쿠오카현도(일본어: 福岡県道73号直方水巻線→후쿠오카현도 73호 노가타-미즈키선)는 후쿠오카현 노가타시에서 온가군 미즈마키정까지 이어주는 현도이자 주요 지방도다.

## 노선 정보
- 총 연장: 18.2 km
- 기점: 후쿠오카현 노가타시 시모자카이 (후쿠오카현도 제22호 다가와 노가타 선과 교차)
- 종점: 후쿠오카현 온가군 미즈마키정 이노쿠마 (후쿠오카현도 제26호 기타큐슈 아시야 선과 교차)

## 연혁
- 1993년 5월 11일: 기존의 현도인 노가타 미즈키 선을 주요 지방도로 승격 및 전환됨과 동시에 주요 지방도 노가타 미즈키 선으로 지정.

## 지리

### 통과하는 지자체
- 노가타시
- 기타큐슈시 (야하타니시구)
- 나카마시
- 온가군 미즈마키정

### 교차하는 도로
국도
- 3번 국도
- 200번 국도

현도
- 22번 후쿠오카현도
- 419번 후쿠오카현도
- 280번 후쿠오카현도
- 48번 후쿠오카현도
- 293번 후쿠오카현도
- 26번 후쿠오카현도

### 연선
- 히코산강
- 헬로워크 노가타
- 노가타시립 노가타 다이니 중학교
- 나카마시 소방서
- 나카마시립 나카마 소학교